# Herreria glaziovii
Herreria glaziovii là một loài thực vật có hoa trong họ Măng tây. Loài này được Lecomte mô tả khoa học đầu tiên năm 1909.